# Оберон (спутник)
Оберо́н — второй по размеру и массе спутник Урана, девятый по массе и десятый по размеру спутник в Солнечной системе. Известен также как Уран IV. Открыт Уильямом Гершелем в 1787 году. Назван в честь царя фей и эльфов из произведения Уильяма Шекспира «Сон в летнюю ночь». Самый далёкий от Урана среди его крупных спутников. Его орбита частично расположена вне магнитосферы планеты.
Вполне вероятно, что Оберон сформировался из аккреционного диска, окружавшего Уран сразу после образования. Спутник состоит примерно из равного количества камня и льда и, вероятно, дифференцирован на каменное ядро и ледяную мантию. На их границе, возможно, есть слой жидкой воды.
Поверхность Оберона тёмная с красным оттенком. Его рельеф формировался в основном ударами астероидов и комет, создавшими многочисленные, до 210 км в диаметре, кратеры. Оберон обладает системой каньонов (грабенов), образовавшихся при растяжении коры в результате расширения недр на раннем этапе его истории.
Оберон, как и всю систему Урана, изучал с близкого расстояния лишь один космический аппарат — «Вояджер-2». Пролетев вблизи спутника в январе 1986 года, он сделал несколько снимков, которые позволили изучить около 40 % его поверхности..

## История открытия, наименования и изучения
Оберон был открыт Уильямом Гершелем 11 января 1787 года (в один день с Титанией и через 6 лет после Урана). Позднее Гершель сообщил об открытии ещё четырёх спутников, но эти наблюдения оказались ошибочными. В течение 50 лет после их открытия Титанию и Оберон не наблюдал никто, кроме Гершеля из-за слабой проницающей способности телескопов того времени. Сейчас эти спутники можно наблюдать с Земли с помощью любительских телескопов высокого класса.
Первоначально Оберон называли «Вторым спутником Урана», а в 1848 году Уильям Лассел дал ему имя «Уран II», хотя он иногда использовал и нумерацию Уильяма Гершеля, в которой Титания и Оберон именовались «Уран II» и «Уран IV» соответственно. Наконец, в 1851 году Лассел обозначил четыре известных на тот момент спутника римскими цифрами в порядке их удаления от планеты. С тех пор Оберон носит обозначение «Уран IV».
Впоследствии все спутники Урана были названы в честь персонажей произведений Вильяма Шекспира и Александра Поупа. Оберон получил своё название в честь Оберона — царя фей и эльфов из пьесы Шекспира «Сон в летнюю ночь». Названия для всех четырёх известных на тот момент спутников Урана были предложены сыном Гершеля, Джоном в 1852 году по просьбе Уильяма Лассела, который годом ранее обнаружил два других спутника — Ариэль и Умбриэль.
Единственные на сегодняшний день изображения Оберона, где видно детали поверхности, были получены космическим аппаратом «Вояджер-2». В январе 1986 года он сблизился с Обероном на расстояние в 470 600 км и сделал снимки с разрешением около 6 километров (с лучшим разрешением были сняты только Миранда и Ариэль). Изображения охватывают 40 % поверхности спутника, но только 25 % засняты с качеством, достаточным для геологического картирования. Во время пролёта «Вояджера» Солнце освещало южное полушарие Оберона (как и других спутников), северное же полушарие было погружено в полярную ночь и, таким образом, не могло быть изучено.
До полёта «Вояджера-2» о спутнике было известно очень мало. В результате наземных спектрографических наблюдений было установлено наличие на Обероне водяного льда. Никакой другой космический аппарат никогда не посещал систему Урана и, в частности, Оберон. Не планируются посещения и в обозримом будущем.

## Орбита
Оберон — самый удалённый от Урана из пяти его крупных спутников[e]. Радиус его орбиты — 584 000 километров. Орбита имеет небольшой эксцентриситет и наклон к экватору планеты. Его орбитальный период равен 13,46 суток и совпадает с периодом вращения вокруг своей оси. Иными словами, Оберон является синхронным спутником, всегда повёрнутым одной и той же стороной к планете. Значительная часть орбиты Оберона проходит вне магнитосферы Урана. В результате этого его поверхность подвержена прямому воздействию солнечного ветра. А ведомое полушарие бомбардируется ещё и частицами магнитосферной плазмы, которые движутся вокруг Урана намного быстрее Оберона (с периодом, равным периоду осевого вращения планеты). Такая бомбардировка может приводить к потемнению этого полушария, что и наблюдается на всех спутниках Урана, кроме Оберона.
Так как Уран вращается вокруг Солнца «на боку», а плоскость его экватора примерно совпадает с плоскостью экватора (и орбиты) его крупных спутников, смена сезонов на них очень своеобразна. Каждый полюс Оберона 42 года находится в полной темноте и 42 года непрерывно освещён, причём во время летнего солнцестояния Солнце на полюсе почти достигает зенита. Пролёт «Вояджера-2» в 1986 году совпал с летним солнцестоянием в южном полушарии, тогда как почти всё северное находилось в темноте.
Раз в 42 года, во время равноденствия на Уране, Солнце (и вместе с ним Земля) проходит через его экваториальную плоскость, и тогда можно наблюдать взаимные покрытия его спутников. Несколько таких событий наблюдалось в 2006—2007 годах, в том числе покрытие Умбриэля Обероном 4 мая 2007 года, которое продолжалось почти шесть минут.

## Состав и внутреннее строение
Оберон — второй по величине и массе спутник Урана и девятый по массе спутник в Солнечной системе[f]. Плотность Оберона составляет 1,63 г/см³ (выше, чем у спутников Сатурна) и показывает, что Оберон состоит примерно  в равных количествах из водяного льда и тяжёлых неледяных составляющих, которые могут включать камень и органику. Наличие водяного льда (в виде кристаллов на поверхности спутника) показали и спектрографические наблюдения. При сверхнизких температурах, характерных для спутников Урана, лёд становится подобным камню (лёд Ic). Его абсорбционные полосы на ведомом полушарии сильнее, чем на ведущем, тогда как у остальных спутников Урана — наоборот. Причина этого различия полушарий неизвестна. Возможно, дело в том, что ведущее полушарие более подвержено метеоритным ударам, которые удаляют с него лёд. Тёмный материал мог образоваться в результате воздействия ионизирующего излучения на органические вещества, в частности, на метан, присутствующий там в составе клатратов.
Оберон может быть дифференцирован на каменное ядро и ледяную мантию. Если это действительно так, то по плотности спутника можно определить, что радиус ядра составляет около 63 % радиуса спутника (480 км), а масса ядра примерно равна 54 % массы Оберона. Давление в центре Оберона — около 0,5 ГПа (5 кбар). Состояние ледяной мантии неизвестно. Если лёд содержит достаточное количество аммиака или другого антифриза, то на границе ядра и мантии Оберона может быть жидкий океан. Толщина этого океана, если он существует, может достигать 40 километров, а температура составляет около 180 К. Впрочем, внутреннее строение Оберона во многом зависит от его термальной истории, которая сейчас малоизвестна.

## Поверхность
Поверхность Оберона довольно тёмная (из крупных спутников Урана темнее него только Умбриэль). Его альбедо Бонда — около 14 %. Подобно Миранде, Ариэлю и Титании, Оберон демонстрирует сильный оппозиционный эффект: при увеличении фазового угла с 0° до 1° отражательная способность его поверхности уменьшается с 31 % до 22 %. Это указывает на её большую пористость (вероятно, результат микрометеоритной бомбардировки). Поверхность спутника в основном красного цвета, за исключением белых или слегка голубоватых свежих выбросов вокруг ударных кратеров. Оберон — самый красный среди крупных спутников Урана. Его ведущее полушарие намного краснее ведомого, поскольку на нём больше тёмно-красного материала. Обычно покраснение поверхности небесных тел — результат космического выветривания, вызванного бомбардировкой поверхности заряженными частицами и микрометеоритами. Однако в случае с Обероном покраснение поверхности, вероятно, вызвано оседанием красноватого материала, который поступает из внешней части системы Урана (возможно, с нерегулярных спутников). Это оседание происходит в основном на ведущем полушарии.
Названия на Обероне получили 9 кратеров и 1 каньон. Концентрация кратеров на Обероне больше, чем на других спутниках Урана. Поверхность насыщена ими, то есть при появлении новых кратеров разрушается примерно столько же старых, и их количество не меняется. Это показывает, что поверхность Оберона древнее, чем поверхность остальных спутников Урана, и говорит о давнем отсутствии на ней геологической активности. Диаметр самого большого из обнаруженных кратеров — кратера Гамлет — составляет 206 километров. От многих кратеров расходятся светлые лучи, предположительно, выбросы льда. Дно самых больших кратеров тёмное. На некоторых снимках на лимбе Оберона видно 11-километровую возвышенность. Не исключено, что это — центральная горка ещё одного кратера, и тогда его диаметр должен быть около 375 км.
Поверхность Оберона пересечена системой каньонов (хотя там они гораздо менее распространены, чем на Титании). Каньоны (лат. chasma, мн. ч. chasmata) — это длинные впадины с крутыми склонами; вероятно, они образовались вследствие разломов. Возраст разных каньонов заметно различается. Некоторые из них пересекают выбросы из кратеров с лучами, показывая, что эти кратеры старше разломов. Самый заметный каньон Оберона — каньон Моммур.
Рельеф Оберона сформирован двумя противодействующими процессами: образованием ударных кратеров и эндогенным восстановлением поверхности. Первый процесс является основным и действует на протяжении всей истории спутника, а второй — лишь в её начале, когда недра спутника ещё сохраняли геологическую активность. Эндогенные процессы на Обероне имеют в основном тектоническую природу. Они привели к образованию каньонов — гигантских трещин в ледяной коре. Растрескивание коры было вызвано, скорее всего, расширением Оберона, которое произошло в два этапа, соответствующих появлению старых и молодых каньонов. При этом площадь его поверхности увеличилась примерно на 0,5 % и 0,4 % соответственно.
На дне крупнейших кратеров Оберона (таких как Гамлет, Макбет и Отелло) видно тёмное вещество. Кроме того, тёмные пятна есть и вне кратеров — в основном на ведущем полушарии. Некоторые учёные предполагают, что эти пятна — следствие криовулканизма, когда сквозь образовавшиеся разрывы в ледяной коре на поверхность изливалась загрязнённая вода, которая при застывании образовала тёмную поверхность. Таким образом, это — аналоги лунных морей, где вместо воды была лава. По другой версии тёмное вещество выбито из глубинных слоёв ударами метеоритов, что возможно, если Оберон в некоторой мере дифференцирован, то есть имеет ледяную кору и недра из более тёмного материала.
| Наименование  | Названо в честь                                      | Тип    | Длина (диаметр), км | Координаты                                            |
| ------------- | ---------------------------------------------------- | ------ | ------------------- | ----------------------------------------------------- |
| Каньон Моммур | Моммур — волшебный лес, где правит Оберон            | Каньон | 537                 | 16°18′ ю. ш. 323°30′ в. д. / 16,3° ю. ш. 323,5° в. д. |
| Антоний       | Марк Антоний из произведения «Антоний и Клеопатра»   | Кратер | 47                  | 27°30′ ю. ш. 65°24′ в. д. / 27,5° ю. ш. 65,4° в. д.   |
| Цезарь        | Цезарь из произведения «Юлий Цезарь»                 | Кратер | 76                  | 26°36′ ю. ш. 61°06′ в. д. / 26,6° ю. ш. 61,1° в. д.   |
| Кориолан      | Гней Кориолан из произведения «Кориолан»             | Кратер | 120                 | 11°24′ ю. ш. 345°12′ в. д. / 11,4° ю. ш. 345,2° в. д. |
| Фальстаф      | Фальстаф из произведения «Виндзорские насмешницы»    | Кратер | 124                 | 22°06′ ю. ш. 19°00′ в. д. / 22,1° ю. ш. 19,0° в. д.   |
| Гамлет        | Принц Гамлет из произведения «Гамлет, принц датский» | Кратер | 206                 | 46°06′ ю. ш. 44°24′ в. д. / 46,1° ю. ш. 44,4° в. д.   |
| Лир           | Лир из произведения «Король Лир»                     | Кратер | 126                 | 5°24′ ю. ш. 31°30′ в. д. / 5,4° ю. ш. 31,5° в. д.     |
| Макбет        | Макбет из одноимённого произведения                  | Кратер | 203                 | 58°24′ ю. ш. 112°30′ в. д. / 58,4° ю. ш. 112,5° в. д. |
| Отелло        | Отелло из произведения «Отелло, венецианский мавр»   | Кратер | 114                 | 66°00′ ю. ш. 42°54′ в. д. / 66,0° ю. ш. 42,9° в. д.   |
| Ромео         | Ромео Монтекки из произведения «Ромео и Джульетта»   | Кратер | 159                 | 28°42′ ю. ш. 89°24′ в. д. / 28,7° ю. ш. 89,4° в. д.   |

## Происхождение и эволюция
Как и все крупные спутники Урана, Оберон, вероятно, сформировался из газо-пылевого аккреционного диска, который либо существовал вокруг Урана в течение какого-то времени после формирования планеты, либо появился при гигантском столкновении, которое, скорее всего, и дало Урану очень большой наклон оси вращения. Точный состав диска неизвестен, однако более высокая плотность спутников Урана по сравнению со спутниками Сатурна указывает на то, что он содержал относительно мало воды[g]. Значительное количество углерода и азота могло находиться в виде оксида углерода (CO) и молекулярного азота (N2), а не метана и аммиака. Спутник, сформировавшийся из такого диска, должен содержать меньше водяного льда (с клатратами CO и N2) и больше каменистых пород, что объяснило бы его высокую плотность.
Образование Оберона, вероятно, продолжалось в течение нескольких тысяч лет. Столкновения, сопровождавшие аккрецию, нагревали внешние слои спутника. Максимальная температура (около 230 K), вероятно, была достигнута на глубине около 60 километров. После завершения формирования внешний слой Оберона остыл, а внутренний стал нагреваться из-за распада радиоактивных элементов в его недрах. Поверхностный слой за счёт охлаждения сжимался, в то время как нагревающийся внутренний расширялся. Это вызвало в коре Оберона сильное механическое напряжение, которое могло привести к образованию разломов. Возможно, именно так появилась существующая сейчас система каньонов. Этот процесс длился около 200 миллионов лет и, следовательно, прекратился несколько миллиардов лет назад.
Тепла от изначальной аккреции и продолжавшегося далее распада радиоактивных элементов могло хватить для плавления льда в недрах, если в нём присутствовали какие-либо антифризы — аммиак или соль. Таяние могло привести к отделению льда от камня и формированию каменного ядра, окруженного ледяной мантией. На их границе мог появиться слой жидкой воды, содержащей аммиак. Эвтектическая температура их смеси — 176 К. Если температура океана опускалась ниже этого значения, то сейчас он замёрзший. Замерзание привело бы к его расширению  и растрескиванию коры и образованию каньонов. Тем не менее, современные знания о геологической истории Оберона являются весьма ограниченными.

## Оберон в культуре
Вокруг событий, произошедших с земной экспедицией на Обероне, строится сюжет научно-фантастической дилогии Сергея Павлова «Лунная радуга». По первой повести дилогии был снят одноимённый позднесоветский фильм.
Одна из повестей американского писателя-фантаста Эдмонда Гамильтона — «Сокровище Громовой Луны» — описывает Оберон как планету, покрытую вулканами, с каменной поверхностью и с океанами из жидкой лавы, живыми существами-«огневиками» и залежью редчайшего элемента-антигравитанта — «левиума».
Оберон также упомянут в песне Юрия Визбора «Да будет старт», посвященной космонавтам: Мы построим лестницу до звёзд, мы пройдем сквозь чёрные циклоны от смоленских солнечных берез до туманных далей Оберона….
Профессор Никлаус Вирт назвал свой последний язык программирования Обероном в честь этого спутника Урана.

## Комментарии
1. ^  Диаметр спутника вычисляется по r таким образом: {\displaystyle 2r}.
2. ^  Площадь поверхности спутника вычисляется по r таким образом: {\displaystyle 4\pi r^{2}}.
3. ^  Объём v вычисляется по радиусу r таким образом: {\displaystyle 4\pi r^{3}/3}.
4. ^  Ускорение свободного падения вычисляется с помощью массы m, гравитационной постоянной G и радиуса r таким образом: {\displaystyle Gm/r^{2}}.
5. ^  Пять основных спутников Урана: Миранда, Ариэль, Умбриэль, Титания и Оберон.
6. ^  Восемь спутников, более массивных, чем Оберон: Ганимед, Титан, Каллисто, Ио, Луна, Европа, Тритон и Титания[2].
7. ^  Например, Тефия — спутник Сатурна — имеет плотность 0,97 г/см³, что указывает на то, что он более чем на 90 % состоит из воды[8].